# 안성맞춤 나들목
안성맞춤 나들목(Anseongmatchum IC)은 경기도 안성시 보개면 내방리에 설치된 세종포천고속도로의 12번 교차로(나들목)이다.

## 역사
- 2018년 7월 19일 : 2022년까지 분기점 신설을 위해 안성시 도시계획시설 교통광장에 금광면 장죽리 일원을 안성맞춤 나들목으로 고시[1]
- 2019년 1월 30일 : 안성시 도시계획시설 교통광장 면적 변경[2]
- 2025년 1월 1일 : 세종포천고속도로 남안성 ~ 남구리 구간 개통과 함께 통행 개시[3]

## 구조물 정보
세종포천고속도로와 연결된 교차로와 국도 제38호선과 연결된 교차로 모두 입체 교차로 형태로 되어 있다. 고속도로 본선과 연결된 입체 교차로는 트럼펫형 구조이나, 국도 제38호선과 연결된 입체 교차로는 반클로버형 구조로 되어 있다.
- 위치 : 경기도 안성시 보개면 내방리

## 접속하는 도로
- 국도 제38호선 (서동대로) 죽산 안성(스타필드)
- 지방도 제23호선 (안성대로) 입장 천안
- 지방도 제57호선 (서운로) 서운 입장 진천
- 지방도 302호선 (신두만곡로) 성환 음봉 둔포